# Jesús María de Jesús Moya

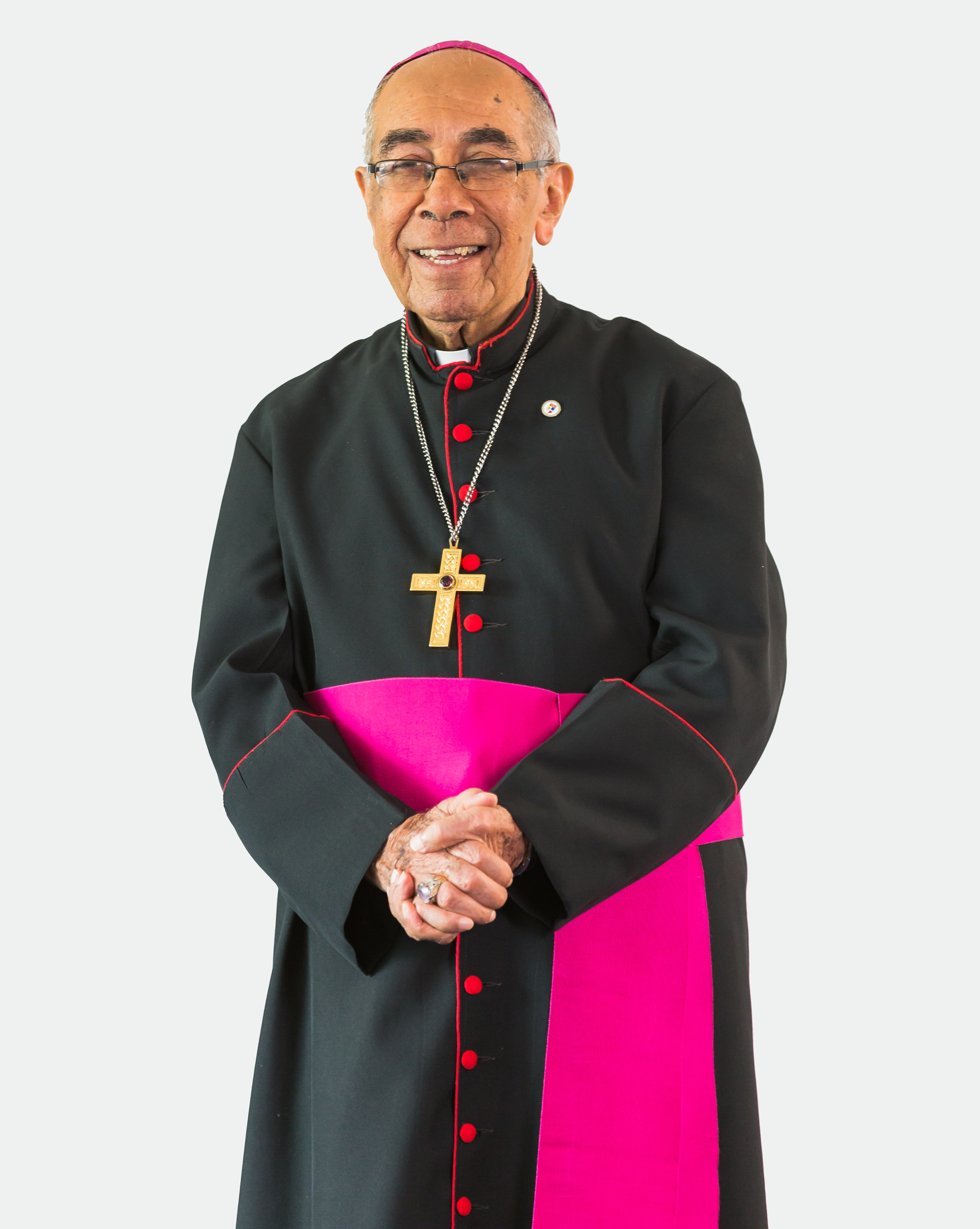
Jesús María de Jesús Moya, 2014

Jesús María de Jesús Moya (* 28. November 1934 in Sabana Angosta) ist ein dominikanischer Geistlicher und emeritierter Bischof von San Francisco de Macorís.

## Leben
Jesús María de Jesús Moya empfing am 18. März 1961 die Priesterweihe.
Papst Paul VI. ernannte ihn am 13. April 1977 zum Titularbischof von Maxita und Weihbischof in Santiago de los Caballeros. Die Bischofsweihe spendete ihm der Erzbischof von Santo Domingo, Octavio Antonio Kardinal Beras Rojas, am 21. Mai desselben Jahres; Mitkonsekratoren waren Roque Antonio Adames Rodríguez, Bischof von Santiago de los Caballeros, und Hugo Eduardo Polanco Brito, Erzbischof ad personam von Nuestra Señora de la Altagracia en Higüey.
Papst Johannes Paul II. ernannte ihn am 20. April 1984 zum Bischof von San Francisco de Macorís. Zudem war er Generalvikar des Militärordinariates der Dominikanischen Republik. Am 31. Mai 2012 nahm Papst Benedikt XVI. das von Jesús María de Jesús Moya aus Altersgründen vorgebrachte Rücktrittsgesuch an.